# Echipa națională de fotbal a Guineei
Echipa națională de fotbal a Guineei reprezintă Guineea în fotbal și este controlată de Fédération Guinéenne de Football, forul ce guvernează fotbalul în Guineea. Nu s-a calificat la nici un Campionat Mondial, dar a participat la Cupa Africii pe Națiuni de nouă ori: a fost finalistă în 1976 și s-a calificat în sferturi de 3 ori consecutiv: (2004, 2006, 2008).

## Titluri
Cupa Amilcar Cabral :
- Campioni (5)  (1981, 1982, 1987, 1988, 2005)
- Vice-campioni (1)

## Alte competiții
| An                              | Rundă |
| ------------------------------- | ----- |
| Cupa Păcii și a Prieteniei 1989 | Grupe |

## Campionate mondiale
- 1930 până în 1962 - nu a intrat
- 1966 - a renunțat
- 1970 - participarea nu a fost acceptată de FIFA
- 1974 până în 1998 - nu s-a calificat
- 2002 - descalificată de FIFA în timpul calificărilor
- 2006 până în 2010 - nu s-a calificat

## Cupa Africii
- 1957 până în 1962 - nu a intrat
- 1963 - descalificată pentru că nu a reușit să aleagă o conducere
- 1965 până în 1968 - nu s-a calificat
- 1970 - Turul 1
- 1972 - nu s-a calificat
- 1974 - Turul 1
- 1976 - Locul secund
- 1978 - nu s-a calificat
- 1980 - Turul 1
- 1982 până în 1992 - nu s-a calificat
- 1994 - Turul 1
- 1996 - nu s-a calificat
- 1998 - Turul 1
- 2000 - nu s-a calificat
- 2002 - descalificată pentru că nu a ales funcționarii federației
- 2004 - sferturi
- 2006 - sferturi
- 2008 - sferturi
- 2010 - nu s-a calificat

## Lista antrenorilor
| - Serge Devèze - Naby Camara - Petre Moldoveanu - Boro Primorac (1994) - Mykhaylo Fomenko (1994) - Volodymyr Muntyan (1995–1997) - Henri Stambouli (1998–1999) - Bruno Metsu (2000) |  | - Bernard Simondi (2000) - Michel Dussuyer (2002–2004) - Patrice Neveu (2004–2006) - Robert Nouzaret (2006–2009) - Titi Camara (2009) - Mamadi Souaré (2009-2010) - Michel Dussuyer (2010-) |